# جامعه زینب
جامعه زینب (س)، یکی از گروه‌های سیاسی اصولگرا در ایران است که اعضای آن را زنان تشکیل می‌دهند. این گروه در سال ۱۳۶۵ تأسیس شد. این گروه نزدیک به حزب مؤتلفه اسلامی می‌باشد و یکی از ۱۴ تشکل عضو جبهه پیروان خط امام و رهبری است. دبیرکل این حزب مریم بهروزی نماینده مجلس شورای اسلامی و یکی از اعضای ۹۹ نفر است. مرضیه وحید دستجردی اولین وزیر زن جمهوری اسلامی از اعضای اصلی جامعه زینب است.
در سال ۸۷ در کنگره هشتم این گروه، پانزده عضو شورای مرکزی جامعه زینب شامل مریم بهروزی، زهرا عباسی، شمسی معتضدی، مریم محمودزاده، توران ولی‌مراد، زهرا چوپانی، معصومه رضایی، الهه مولایی، اعظم حاج‌عباسی، فائزه امجدیان، طاهره رحیمی، آزاده عرب‌نژاد، فرشته غلامی، صدیقه فیروزی و عفت شریفی انتخاب شدند. نفیسه فیاض‌بخش و پروین سلیمی از اعضای سابق این جمعیت هستند.

## تاریخچه
جامعه زینب در زمان جنگ ایران و عراق و با هدف اولیه کمک به خانواده‌های کشته‌شدگان و رزمندگان شکل گرفت. در سال ۱۳۶۵ خورشیدی، مریم بهروزی که دبیرکلی این تشکل را بر عهده داشت توانست با همکاری محمد یزدی، موافقت روح‌الله خمینی را جهت تخصیص بخشی از سهم امام برای این تشکل جلب کند. این گروه فعالیت‌های سیاسی‌اش را افزایش داد و سرانجام در سال ۱۳۷۰ خورشیدی، رسماً از وزارت کشور مجوز فعالیت اخذ کرد.